# Dual Analog Controller

O Dual Analog Controller (SCPH-1150 no Japão, SCPH-1180 nos Estados Unidos e SCPH-1180e na Europa) é o primeiro controlador de jogo com alavancas analógicas do Play Station, sendo o predecessor do DualShock.
Sua diferença frente ao primeiro controlador é a presença de duas alavancas analógicas, acionadas por um botão entre as mesmas, indicadas com uma luz vermelha. Foi sucedido pelo DualShock, cuja diferença principal é sua função vibratória além das alavancas analógicas serem côncavas. Foi lançado em  25 de abril de 1997 no Japão, 27 de agosto de 1997 nos Estados Unidos e em setembro de 1997 na Europa, o controle teve pouco mais de um ano de vendas, foi descontinuado devido ao seu sucessor DualShock.